# Percival Griffiths
Sir Percival Griffiths (Middlesex, 15 januari 1899 - 14 juli 1992) was een Brits overheidsfunctionaris in dienst van Brits-Indië, schrijver, oriëntalist met betrekking tot India en de Himalaya en zakenman.
Griffiths beheerste verschillende Europese klassieke talen en daarnaast sprak hij vloeiend Bengaals. Verder beheerste hij het Tibetaans, Nepalees, Urdu, Hindi en Sanskriet.
Een groot deel van zijn carrière bracht hij door in het oosten van India; in 1937 verliet hij de dienst; hij bekleedde op dat moment de functie van vicecommissaris van Darjeeling. De rest van zijn leven bleef hij in India en was hij zakenman en handelsvertegenwoordiger voor het Europese bedrijfsleven.
In 1947 werd hij geridderd en werd hij adviseur voor de Indian Tea Association.